# Lago Havasu
Il lago Havasu è un ampio bacino situato dietro la diga Parker, sul fiume Colorado, al confine tra California e Arizona.

## Storia
Prima della costruzione della diga, avvenuta tra il 1934 e il 1938 ad opera dello United States Bureau of Reclamation, la zona del bacino era abitata da nativi americani appartenenti al popolo dei Mohave, tanto che il nome del lago deriva dalla parola mohave che significa "blu". Dopo tale costruzione, invece, nel 1963 è stata fondata, sulla costa est del lago, la cittadina di Lake Havasu City, creata dall'imprenditore del settore petrolifero Roberto P. McCulloch, il quale, a cominciare dal 1958, aveva iniziato ad acquistare acri di terreno nei pressi del promontorio Pittsburgh, una penisola che sarebbe poi stata infine trasformata, con la completa creazione del bacino, in un'isola.

## Acquedotti
La funzione principale del bacino è quella di immagazzinare l'acqua che verrà poi pompata in due acquedotti: l'acquedotto del Central Arizona Project, alimentato dall'impianto di pompaggio Mark Wilmer, e l'acquedotto del Colorado, alimentato da diversi impianti di pompaggio.

## Storia naturale

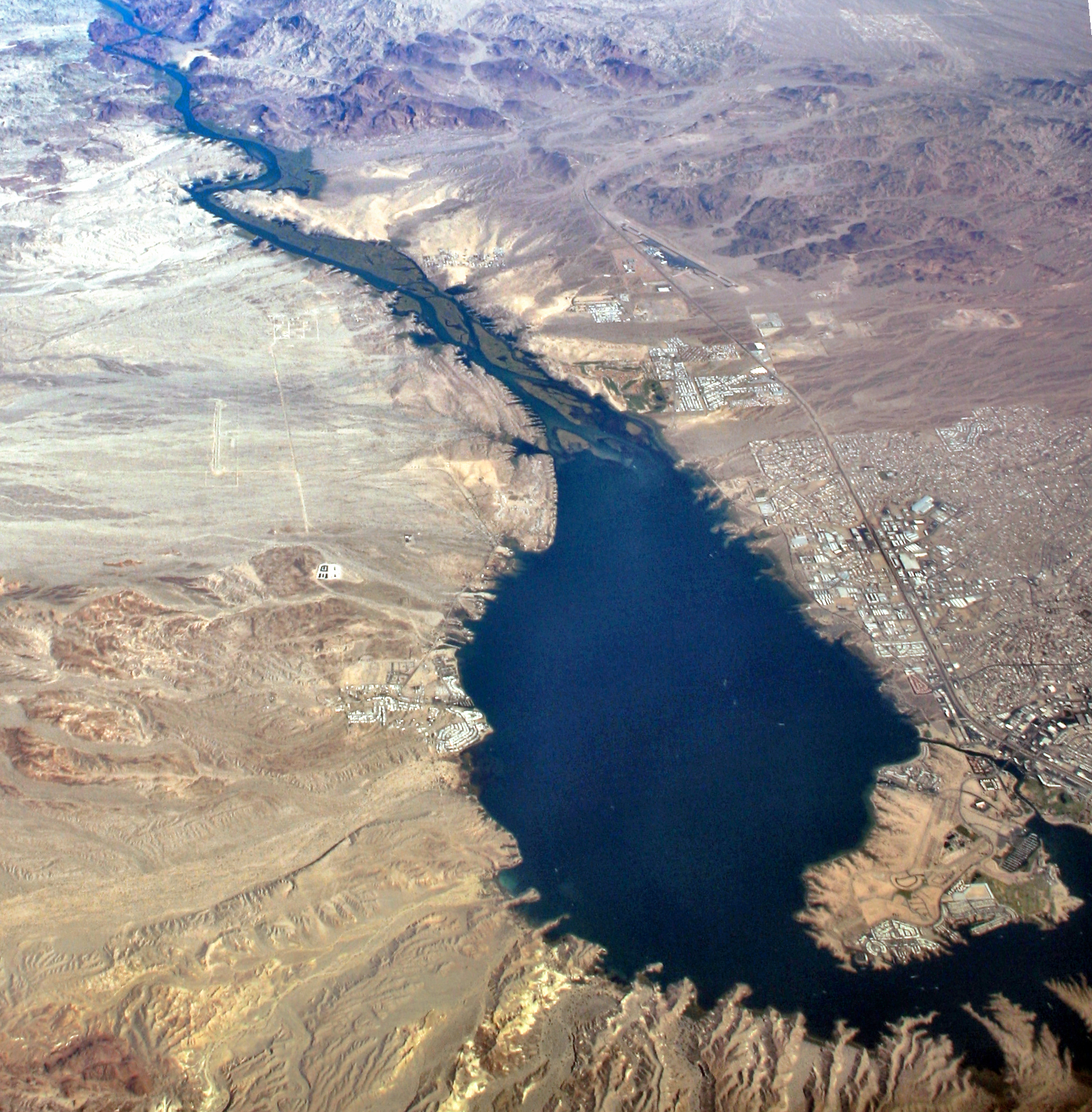
Il lago Havasu con Lake Havasu City sulla costa orientale (a destra) e l'area non incorporata di Lake Havasu sulla costa occidentale (a sinistra).

Le aree costiere del lago sono nell'ecotono, ossia nell'area di transizione, dal deserto di Mojave al deserto di Sonora, in particolare le ecoregioni del deserto del Colorado di quest'ultimo.
A parte le sopraccitate zone abitate, la zona del lago Havasu è ricca di riserve naturali e parchi. Presso la parte più settentrionale del lago e a monte di esso è presente l'area naturale protetta di Havasu, mentre lungo la costa orientale del bacino, in Arizona, è stato istituito il parco nazionale del lago Havasu. Infine, l'area naturale protetta del fiume Bill Williams si estende verso sud-est a partire dalla zona sud-orientale del lago di Havasu e della diga Parker fino alla zona ripariale del fiume Bill Williams.

### Fauna
Nel lago sono presenti diverse specie di pesce, tra cui il persico trota, il Micropterus dolomieu, il persico spigola, il pesce gatto puntado, diverse specie di carpe ed altre ancora, che fanno sì che il bacino sia luogo di numerosi tornei di pesca e che contribuiscono a far sì che esso sia meta di oltre 750.000 visitatori l'anno.

## Curiosità
Al fine di richiamare turisti a Lake Havasu City, la città da lui fondata sulla costa orientale del lago, Robert P. McCulloch acquistò, nel 1968, il London Bridge quando la città di Londra decise di dismettere quest'ultimo per sostituirlo con un ponte più adatto a sostenere il traffico di automobili che si era sviluppato nella capitale britannica. Dopo una spesa totale di quasi 10 milioni di dollari e un'opera di smontaggio e rimontaggio che richiese tre anni di lavoro, nel 1971 il ponte fu nuovamente inaugurato alla presenza del Lord sindaco di Londra Sir Peter Studd e del Governatore dell'Arizona Jack Williams, proprio nei pressi del lago Havasu.